# Celina (Alegre)
Celina é um distrito do município de Alegre, no Espírito Santo. O distrito possui  cerca de 3 000 habitantes e está situado na região central do município.